# Attaque de Koumbri
Insurrection djihadiste au Burkina Faso
Batailles
- Samorogouan
- Intangom
- Nassoumbou
- Ariel
- 1re Inata
- Loroni
- Gorom-Gorom
- Koutougou
- Arbinda
- Hallalé
- Markoye
- Dounkoun
- Boukouma
- 2e Inata
- Titao
- Opération Laabingol
- Namissiguima
- Madjoari
- Bourzanga
- Seytenga
- Gaskindé
- Tin-Ediar
- Tin-Akoff
- Aoréma
- Ougarou
- Namsiguia
- Noaka
- Koumbri
- Djibo
- Tawori
- Mansila
- Nassougou

Massacres
- Yirgou
- Solhan
- Karma
- Komsilga, Nodin et Soroe
- Bibgou et Soualimou
- Barsalogho

Attentats
- 1er Ouagadougou
- 2e Ouagadougou
- 3e Ouagadougou

L'attaque de Koumbri a lieu le 4 septembre 2023 lors de l'insurrection djihadiste au Burkina Faso.

## Déroulement
Le 2 septembre 2023, les Forces armées du Burkina Faso se déploient dans la commune de Koumbri, dans la province de Yatenga, avec l'objectif, d'après l'état-major burkinabè, de s'y réimplanter et de « permettre la réinstallation » de populations qui avaient quitté la zone « depuis plus de deux ans »,. Contrôlée depuis 2020 les djihadistes, la commune est occupée par les militaires après quelques accrochages avec différentes poches de résistance. Une fois sur place, ils procèdent au ratissage progressif des maisons, qu'ils trouvent abandonnées.
L'armée burkinabè engage dans cette opération le 12e régiment d'infanterie commando, basé à Ouahigouya, située à une vingtaine de kilomètres au sud de Koumbri,. Les militaires sont épaulés par les Volontaires pour la défense de la patrie (VDP).
Le matin du 4 septembre, les djihadistes lancent une attaque contre les militaires positionnés à Koumbri,. Ces derniers sont pris entre des « tirs de harcèlement » et « d'intenses combats ». 
Selon l'armée burkinabè, l'attaque des djihadistes est repoussée. Cependant, d'après Jeune Afrique, « les jihadistes, après avoir attaqué les militaires et les VDP, sont restés sur les lieux jusque tard dans la soirée sans être inquiétés ». Dans son communiqué, l'armée burkinabè affirme que des renforts « appuyés par plusieurs vecteurs aériens » sont rapidement dépêchés pour soutenir les soldats encerclés à Koumbri. Jeune Afrique indique pour sa part que selon sa source sécuritaire présente sur place, « il n’y a pas eu d’appui en tant que tel, sauf l’arrivée d’ambulances autour de 10 heures le lendemain matin pour le rapatriement des morts et des blessés ».
L'attaque est revendiquée le 6 septembre par le Groupe de soutien à l'islam et aux musulmans. 

## Pertes
L'armée burkinabè revendique la victoire, mais reconnaît avoir subi lourdes pertes. Le lendemain des combats, elle annonce que 17 militaires et 36 miliciens des VDP ont été tués,,. L'état-major fait également état d'une trentaine de blessés « évacués et pris en charge »,,. 
Du côté des djihadistes, l'état-major burkinabè affirme que des « opérations de riposte » ont permis de « neutraliser plusieurs assaillants »,,.